# Filiberto Ntutumu Nguema
Filiberto Ntutumu Nguema – polityk i dyplomata z Gwinei Równikowej.
Syn pierwszego prezydenta kraju, Francisco Macíasa Nguemy, urodził się w Mengomeyén. Studiował inżynierię lądową w Związku Radzieckim. Związany z Instituto Rey Malabo, był dyrektorem tej placówki. Zaangażowany w kształtowanie gwinejskiej polityki edukacyjnej, pełnił funkcję sekretarza generalnego ministerstwa edukacji i nauki. 26 lutego 2001 objął stanowisko wiceministra w tym samym resorcie. 11 lutego 2003 zastąpił Agustína Nze Nfumu na stanowisku sekretarza generalnego rządzącej Partii Demokratycznej (do 2010). Kierował kampanią partii podczas wyborów prezydenckich z 2009. Przesunięty następnie ponownie do pracy w rządzie, tym razem jako minister edukacji. Wywołał pewne kontrowersje zatrzymując w kraju grupę studentów gwinejskich, którym przyznano stypendia na uczelniach hiszpańskich, najprawdopodobniej pragnąc rozdysponować je wśród dzieci funkcjonariuszy reżimu. Został ostatecznie odwołany, następnie zaś mianowany ambasadorem w Rosji.
W 2015 został rektorem Universidad Nacional de Guinea Ecuatorial (UNGE). Zaangażowany również w działalność biznesową, był dyrektorem krajowym Geproyectos.